# Guerra etíope-egípcia
A guerra etíope-egípcia foi uma guerra entre o Império Etíope e o Quedivato do Egito em 1874 a 1876, que resultou em uma vitória etíope.

## Antecedentes
O Egito sob o domínio do Império Otomano, liderado por Ismail Paxá o Quediva do Egito, procurou expandir seu reinado para os territórios dos abissínios e controlar o Nilo Azul. Ismail Paxá se tornou o governante do Egito em 1863, e depois de anexar Darfur em 1875 voltou sua atenção para a Etiópia. Ele pretendia criar um império que abrangesse todo o Rio Nilo - muito do qual se encontra na Etiópia - e para fazer isso, construiu um grande exército recrutando muitos oficiais europeus e americanos.
Yohannes IV tornou-se o imperador da Etiópia em 1872, depois de derrotar Tekle Giyorgis II em batalha. Ele trabalhou na modernização do seu exército, alguns dos quais foram treinados pelo aventureiro britânico John Kirkham.

## A Guerra
Os egípcios invadiram a partir de suas possessões costeiras no que atualmente é a Eritreia. Os exércitos de Yohannes e Ismail se encontraram em Gundat na manhã de 16 de novembro de 1875. Os egípcios estavam em grande desvantagem numérica e suas forças foram completamente destruídas. As notícias desta enorme derrota foram suprimidas no Egito por receio de que isso pudesse prejudicar o governo do governador do Egito. Os egípcios tentaram novamente invadir a partir do norte, mas foram novamente derrotados na batalha de Gura em março de 1876.

## Consequências
A Etiópia e o Egito permaneceram em um estado de tensão, que em grande parte diminuiria após o Tratado de Hewett em 1884.